# Agostino Bausa
Agostino Bausa, OP (Florença, 23 de fevereiro de 1821 – Florença, 14 de abril de 1899) foi um cardeal italiano da Igreja Católica Romana. Membro da Ordem Dominicana, serviu como arcebispo de Florença de 1889 a 1899.

## Biografia
Agostino Bausa era filho de Giovanni Battista Bausa, comerciante genovês, e sua esposa Maria Annunziate Somigli, florentina. Ele recebeu o batismo de emergência logo após o nascimento pela parteira, porque temia-se que a criança morresse. Em seu batismo regular na Catedral de Santa Maria del Fiore, no dia seguinte, recebeu o nome de batizado Antonio Vincenzio Giuseppe.
Agostino Bausa foi educado em várias escolas da igreja em Florença. Aos 18 anos, ele entrou na ordem dominicana em 1839 e adotou o nome religioso Agostino. Depois de estudar filosofia, ele fez sua profissão temporal no mosteiro de Santa Maria Novella, em Florença, em 9 de novembro de 1844, e em 27 de fevereiro de 1845, fez seus votos eternos e foi ordenado em 24 de março de 1845 pelo Patriarca Paolo Augusto Foscolo, Patriarca Latino de Jerusalém.
Ele continuou seus estudos em Perúgia em 1845/46 e depois no Collegio San Tommaso, a instalação de estudos do convento dominicano de Santa Maria sopra Minerva, em Roma. Lá, ele recebeu seu doutorado em 12 de julho de 1847 e retornou a Florença.
Bausa foi elevado ao posto de cardeal pelo Papa Leão XIII em 23 de maio de 1887, aos 66 anos. Três dias depois, foi nomeado cardeal-diácono de Santa Maria em Domnica , uma igreja basílica em Roma.
Em 17 de janeiro de 1882, Bausa foi nomeado Teólogo da Casa Pontifícia. Ele serviu nessa posição até 23 de maio de 1887.

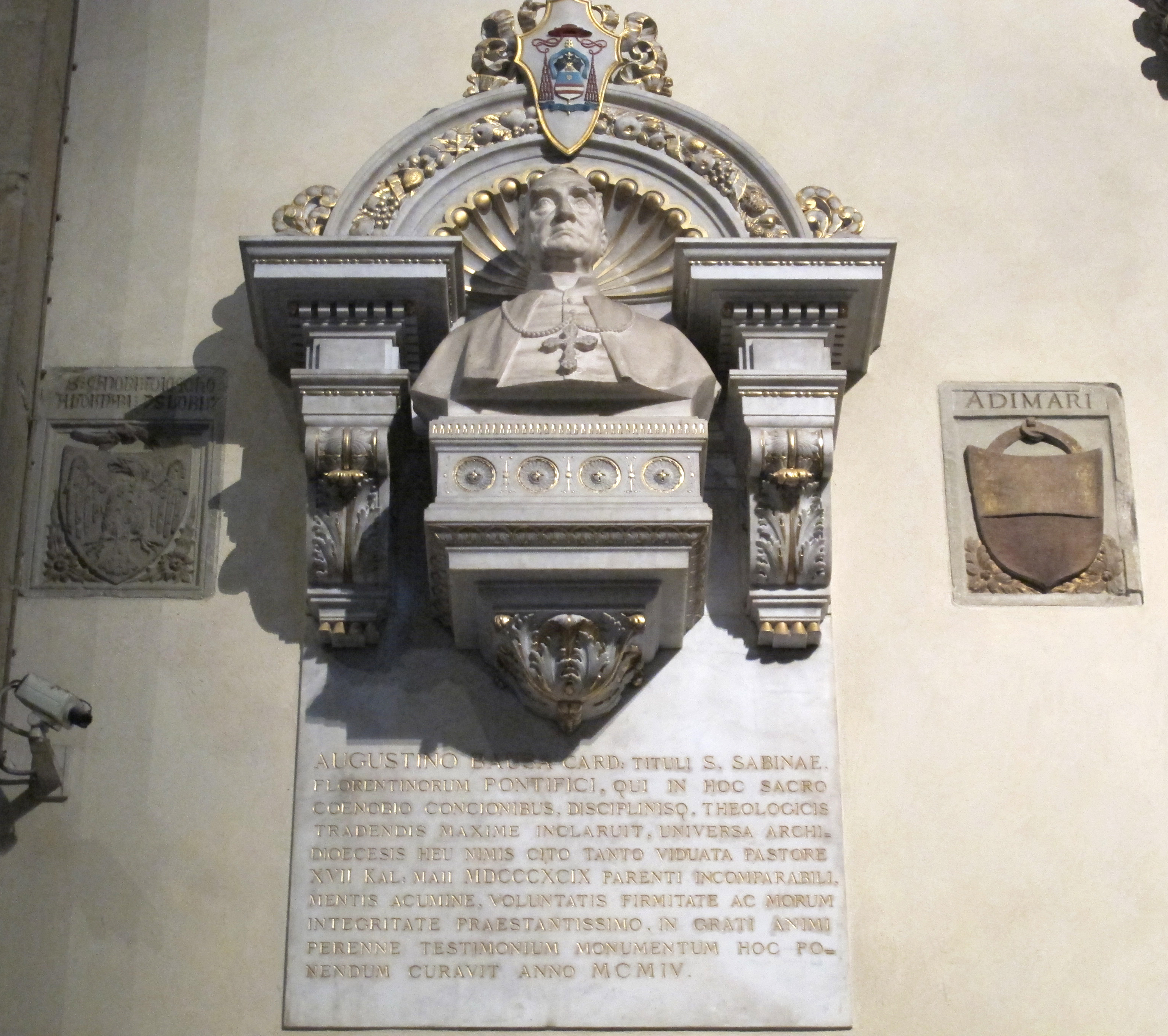

Dois anos depois, em 11 de fevereiro de 1889, Bausa foi nomeado arcebispo de Florença e três dias depois foi nomeado cardeal-sacerdote de Santa Sabina. Em 24 de março de 1889, ocorreu sua consagração como arcebispo de Florença, com o Papa Leão XIII servindo como consagrante principal. Os co-consagradores foram o arcebispo Francesco di Paola Cassetta, arcebispo titular de Nicomedia e o bispo Guglielmo Giosafat Giuseppe Pifferi, OSA, bispo titular de Porphyreon.
Seu reinado foi marcado por forte oposição à blasfêmia e profanação de feriados religiosos e forte lealdade a Maria e à Eucaristia. Ele freqüentemente falava por essas causas quando visitava paróquias e seus pastores, bem como por sua pregação e seus numerosos escritos.

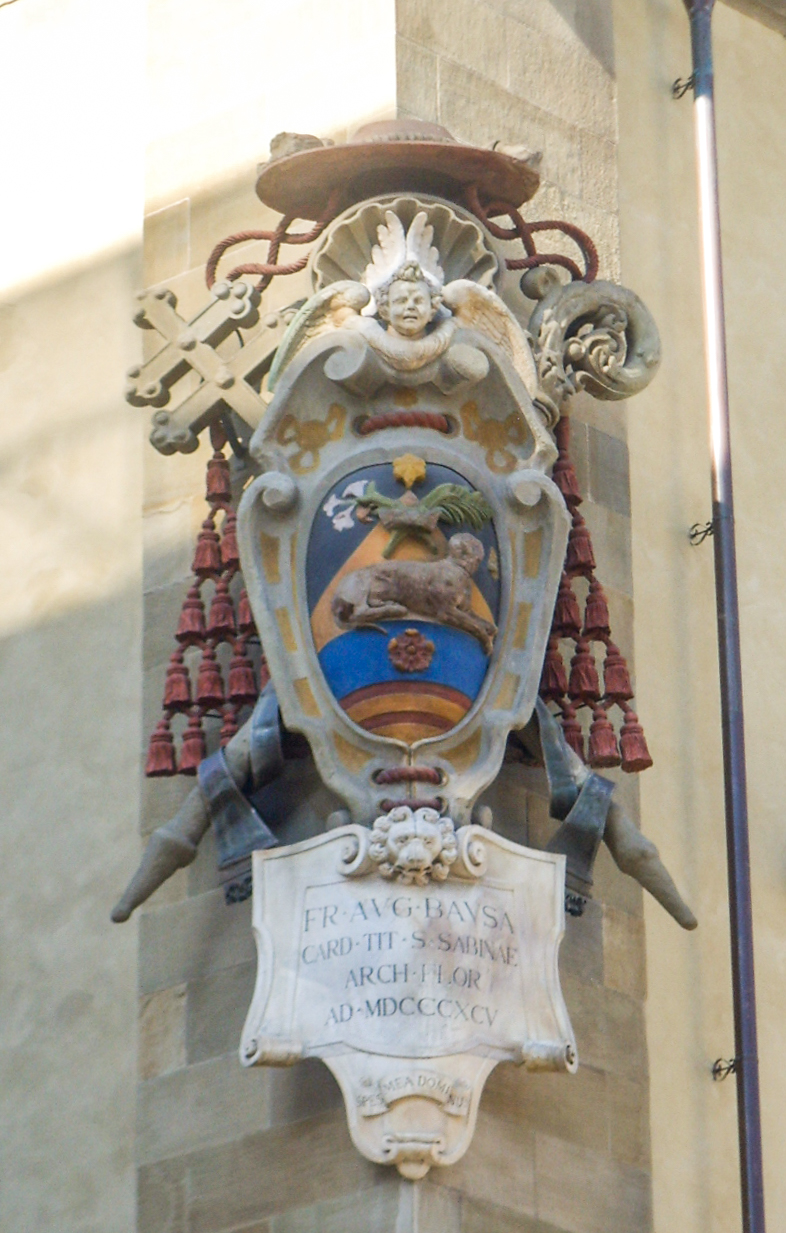
Brasão de armas cardinal no Palazzo Archivesovile em Florença

Ele morreu em 15 de abril de 1899 aos 78 anos de idade.